# Komitet do spraw Wojskowych i Morskich
Komitet do spraw Wojskowych i Morskich, ros. Комитет по военным и морским делам – pierwszy radziecki naczelny organ dowodzenia utworzony 8 listopada (26 października) 1917 w składzie Rady Komisarzy Ludowych Włodzimierza Lenina.
Następnego dnia, 9 Listopada/27 października 1918 został zastąpiony przez Radę Ludowych Komisarzy do Spraw Wojskowych i Morskich (ros. Совет народных комиссаров (СНК) по военным и морским делам).